# Jem Bendell
Jem Bendell est le fondateur de l'Institut de leadership et de développement durable (IFLAS) de l'Université de Cumbria et du Deep Adaptation Forum. Ancien professeur de développement durable, il commente régulièrement l'actualité et les approches susceptibles d'aider l'humanité à faire face aux perspectives de perturbations majeures de la civilisation industrielle contemporaine.

## Carrière
Diplômé de l'Université de Cambridge en 1993, Bendell a commencé sa carrière au World Wide Fund for Nature où il a aidé à créer le Forest Stewardship Council. Il s'est spécialisé sur les relations entre les ONG et les entreprises, soulignant les inégalités de pouvoir et la manière dont les agendas des entreprises ont tendance à prévaloir sur ceux du secteur à but non lucratif.
Par la suite, il s'est impliqué dans l'action directe et le mouvement antimondialisation, avant de rédiger un rapport des Nations unies sur le conflit entre les entreprises et la société civile. Après avoir été consultant auprès des Nations unies, Bendell a rejoint l’Université de Cumbria et a fondé IFLAS, se concentrant rapidement sur la réforme monétaire et les monnaies complémentaires.
Lors des élections générales au Royaume-Uni en 2017, il a fourni des conseils de communication stratégique au parti travailliste.
En juillet 2018, il publie le document intitulé Adaptation radicale: une carte pour naviguer dans la tragédie climatique . L'adaptation radicale est le concept selon lequel l'humanité doit se préparer à une perturbation fondamentale de ses paradigmes de civilisation actuels, due au changement climatique, avec le risque d'un effondrement complet de la société. Contrairement à l’adaptation au changement climatique, qui vise à adapter progressivement les sociétés aux effets du changement climatique, Deep Adaptation est fondée sur l’acceptation de la transformation abrupte de l’environnement comme facteur de prise de décision aujourd’hui. Selon le site web de l'IFLAS, il est actuellement en congé sabatique de sa responsabilité au sein de l'IFLAS.[réf. nécessaire]
Bendell contribue occasionnellement à openDemocracy et au blog de The Guardian.
À partir de ses travaux, il a lancé un mouvement permettant à des groupes de réfléchir et d'agir pour produire une adaptation aux conditions de l'effondrement. Il existe une émanation de ce mouvement : Adaptation Radicale Francophone (ARf)[réf. nécessaire].
En 2024 à la suite de travaux de synthèse menés avec d'autres collègues, il publie S'effondrer ensemble. Vers l'écoliberté.